# Epania sarawackensis
Epania sarawackensis är en skalbaggsart som först beskrevs av Thomson 1857.  Epania sarawackensis ingår i släktet Epania och familjen långhorningar.
Artens utbredningsområde är Sarawak. Inga underarter finns listade i Catalogue of Life.